# Eve〜Last night for you〜
「eve〜Last night for you〜」（イヴ・ラスト・ナイト・フォー・ユー）は、日本のロックバンド、Laputaの2枚目のシングル。1997年5月28日発売。発売元は東芝EMI。

## 概要
- TBS系『COUNT DOWN TV』オープニングテーマ[3]。
- プロデューサーは、チェッカーズのサポートメンバーとしても活躍していた八木橋カンペーが担当。

## 収録曲
全曲 作詞：aki / 作曲：kouichi / 編曲：Laputa・八木橋カンペー
1. eve〜Last night for you〜
2. 木漏れ陽

## 収録アルバム
- 『絵〜エマダラ〜斑』（#1、アルバムバージョン）
- 『Laputa coupling collection +xxxk』（#2）
- 『Laputa 3DISK BEST 〜1995-1999 except Coupling Collection』（#1、シングルバージョン）